# Ndondi S. Z. Njie
Ndondi Samba Zakaria Njie (auch Bai Ndondi; * 12. Januar 1935 in Barthurst; † 23. September 2011) war ein gambischer Pädagoge und Beamter.

## Leben
Njie war einer der Söhne des Geschäftsmannes Samba Njie Prie aus Banjulia und wuchs in Bathurst (heute Banjul) auf, wo er auch seine schulische Laufbahn begann. Er erwarb zwei Master-Abschlüsse an der University of Reading, Großbritannien, und der University of Maine, USA. Später erwarb er drei Diplome in Agrarwissenschaften der Republik China (Taiwan), der Ahmadu Bello University in Nigeria und Borgo a Mozzano, Italien. Später ging nach Cambridge, Vereinigtes Königreich, um ein weiteres Diplom in Pädagogik am Institute of Education zu erwerben.
Zu seinen Tätigkeiten gehörte die als Schulleiter an der Pakalinding Primary School und als Senior Master an der Armitage High School. Von dort aus war er von 1979 bis 1983 als landwirtschaftlicher Ausbildungsbeauftragter im Landwirtschaftsministerium tätig. Auch war er 1979 bis 1989 am Gambia College beschäftigt, als er aus dem aktiven Dienst ausschied. Dort war er sowohl als stellvertretender Rektor (1979–1983) als auch als Rektor (1983–1989) des Gambia College tätig. Nach seiner Pensionierung im Jahr 1989 war Njie von 1989 bis 1991 weiterhin als Berater für das Gambia College tätig. Er war nicht nur im Hochschulsektor Gambias tätig, sondern auch Honorary Associate Lecturer am Nova Scotia Agricultural College in Kanada und war Parteichef bei NZ Development Consultancy Services, Präsident des African Biosciences Network (Gambia Chapter). Er war auch Vorsitzender in den folgenden Organisationen; Vorstand im The Association of Non-Governmental Organizations in the Gambia (TANGO), Lenkungsausschuss in ATPS-Gambia, Vorstand im Chamen Self Development and Training Centre (GOIC). Weiter war er als Berater für die Association of African Universities, das Commonwealth of Learning in Vancouver, das Women Rice Project und die Freedom from Hunger Campaign tätig und fungierte als Berater des Vizekanzlers der Universität von Gambia (UTG).
Im Juli 2005  wurde er, als Nachfolger von Gabriel J. Roberts, zum Vorsitzenden der Independent Electoral Commission (IEC) ernannt. In dieser Funktion blieb er, bis er vom Präsidenten Yahya Jammeh im Juli 2006 aus diesem Amt entfernt wurde; ihm folgte Mustapha L. Carayol.

## Auszeichnungen und Ehrungen
- April 2014: Die Universität von Gambia (UTG) würdigte ihn posthum mit der Ehrendoktorwürde.[2]